# San (rivier)
De San is een rivier in het zuidoosten van Polen en het noordwesten van Oekraïne, die behoort tot het stroomgebied van de Wisla. De San is 443 km lang en heeft een stroomgebied van 16.861 km².
De San ontspringt in de Beskiden bij de Oezjokpas en vormt vanaf haar bron de Pools-Oekraïense grens, totdat deze na circa 50 km naar het noorden afbuigt en de San haar loop in noordwestelijke richting op Pools grondgebied voortzet. In deze uiterste zuidoosthoek van Polen bevinden zich twee stuwmeren: dat van Solina (1968, 22 km²) en dat van Myczkowce (1961, 2 km²).
Ter hoogte van Dynów stuit de San op de heuvels van de Pogórze Dynowskie en buigt de rivier naar het oosten af. Voorbij de stad Przemyśl, waar de San de Oekraïense grens dicht nadert, buigt de rivier weer af naar het noordnoordwesten. Vanaf hier stroomt de San in een vrijwel rechte lijn naar het dal van de Wisla. Op dit traject passeert de San de stad Jarosław en neemt zij haar belangrijkste zijrivieren op: de Wisłok van links en de Tanew van rechts.
De monding in de Wisla bevindt zich ten noordoosten van Sandomierz.
De naam van de rivier gaat terug op een Proto-Indo-Europees woord dat snelle of sterke stroming betekent.
- Gemeinsame Normdatei: 4118318-6
- Library of Congress Control Number: sh87001334
- Nationale Bibliotheek van Israël: 987007541404005171
- Virtual International Authority File: 2146153090405252758